# 国際セーリングスクール協会
国際セーリングスクール協会 (International Sailing School Association、略語ISSA)は、1969年に設立された非営利の国際協会で、世界中のセーリングスクールやウィンドサーフィンスクールに品質と安全性の共通基準の枠組みを提供している。ISSA基準は、セーリングコースとウィンドサーフィンコースをすべてのレベルの能力で修了する学生の認定に等しく適用され、ISSAのすべてのセーリングおよびウィンドサーフィンのインストラクターは、同じレベルの能力に訓練されている。

## 歴史
1970年代に、ISSAは船員の本（航海日誌）のパターンを開発したが、現在、ISSA航海日誌はヨーロッパで今でも人気がある。
2005年以来、国際セーリング連盟（ISAF、現在はワールドセーリング）のスポーツを管理する世界的な機関の発展に実質的な支援と密接な協力を提供してきた。
2016年にISO 9001：2008を導入した。
2017年、ISSAは青島国際セーリングセンターとの協力協定に署名することで中国市場に参入した。
2018年に韓国の学校を認定した。
2019年以降、ISSAは欧州委員会を代表してパートナーとしてMedSkippersプロジェクトを実施し、地中海でのトレーニングの国際標準化を実施している。 MedSkippersプロジェクトは、管理当局、用船部門、スキッパーコミュニティ間の対話を促進することを目的としている。

## ISSAミッション
- まだ普及していない地域、地域、人々の間でヨットを宣伝する。
- ウォータースポーツに専念することを決めた人々を教育する。
- トレーニングを世界中で標準化する。
- 各国間の文化体験を交換する。